# Mil
 For alternative betydninger, se Mil (flertydig). (Se også artikler, som begynder med Mil)
Mil eller mile er en længdeenhed, som ofte er forskellig fra land til land.
Ordet "mil" stammer gennem plattysk fra det latinske mille passus (= tusinde dobbeltskridt), der svarede til cirka 1,5 kilometer, når den romerske hær marcherede, og er nogenlunde bevaret i en engelsk mile.
I årene 1691-97 kørte milvognen Danmark rundt på kryds og tværs for at måle afstande så præcist som muligt. Opmålingen af riget var et led i kongemagtens nye centralstyring.
I Danmark blev milen officielt afskaffet i 1907 og erstattet af det metriske system.
Der findes også forskellige mil eller miles inden for forskellige områder, eksempelvis sømil inden for søfart.
Især i Sverige og Norge er brugen af den "moderne" mil sædvanlig, og her svarer 1 svensk eller norsk mil til 10 kilometer.
På vejskiltene angives kilometer, men i daglig tale bruges "mil". For eksempel:
"Det är 60 mil från Malmö till Stockholm", "Der er 60 mil fra Malmø til Stockholm."

## Forskellige mil
| Navn                                            | Svarer til antal meter | Kommentar |
| ----------------------------------------------- | ---------------------- | --- |
| International mile                              | 1.609,344              | Anvendes i bl.a. USA og UK. |
| Amerikansk mile (U.S. Survey mile)              | 1.609,34722            | Anvendes i bl.a. USA. |
| Dansk mil                                       | 7.532,48               | Første gang standardiseret af Ole Rømer i 1600-tallet. Senere udbredt til Nordtyskland og Preussen.                                              |
| Dansk sømil                                     | 1.852,3                | I 1929 blev en sømil defineret som 1.852,3 meter(6.077 fod)                                                                                      |
| Gammel engelsk mil                              | ca. 2,1 km             | Omkring 1,3 international mil |
| Geografisk mile (international)                 | 1.855                  | |
| Geografisk mil (gl. dansk og tysk)              | 7.421,43               | |
| International sømil = International nautisk mil | 1.852                  | |
| Norsk mil                                       | 10.000                 | |
| Norsk mil                                       | 11.298                 | Tidligere norsk mil. |
| Romersk mil                                     | cirka 1.479            | |
| Svensk mil                                      | 10.000                 | Siden 1889. |
| Svensk mil                                      | 10.687                 | Indtil 1889. |
| Svensk mil                                      | 6.000-14.485           | Indtil 1889. |
| Russisk mil                                     | 7.468                  | |
| Svensk sømil                                    | 7.420,44               | |
| Datamile = 6000 feet                            | 1.828,8                | |
| Arabisk mil                                     | 1.800-2.000            | |
| Ungarsk mil                                     | 8.353,6                | |
| Ungarsk mil                                     | 8.379,0-8.937,4        | Ældre. |
| Portugisisk mil                                 | 2.087,3                | |
| Kroatisk mil                                    | 11.130,3               | På kort fra 1673. |
| Kroatisk mil                                    | 7.586                  | |
| Britisk statute mile                            | 1.524                  | |
| Skotsk mil                                      | 1.810                  | Indtil 1824. |
| Irsk mil                                        | 2.048                  | Anvendt indtil 1856 af det irske postvæsen. I princippet var brugen af den irske mil dog ophørt allerede i 1824. Dog fortsat anvendt af Donegal. |
| Metrisk mil                                     | 1.500                  | Anvendes inden for sport. |
| Amerikansk metrisk mil                          | 1.600                  | Anvendes inden for sport i USA. |
| Talmudisk mil                                   | 1.486,6                | Anvendtes i Israel. |
| Siciliansk miglio                               | 1.069                  | Anvendes på Sicilien. |
| Persisk mil                                     | 1.500                  | Anvendes i Persien. |
| London mil                                      | 1.524                  | Anvendtes i England. |